# 格子モデル
金融において、格子モデル（こうしもでる、英: lattice model）は、オプションの公正価値の計算に使われるモデルのひとつである。同モデルでは、現在とオプションの満期までの時間を N 個の離散的な期間に分割する。ある特定の時点 n において、モデルは n + 1 時点で無限の結果可能性を有し、世界の状況に関する時点 n から n + 1 までの間の変化の可能性は、枝（英: branch）により把握する。この過程は、n = 0 と n = N の間のあらゆる経路の可能性が探索されるまで繰り返される。そして、n から n + 1 までのすべての経路に対する確率が評価される。オプションの今日における公正価値が計算されるまで、この結果と確率は、樹形の向きを逆に辿って繰り返される。
オプションに関する単純な格子モデルは、二項価格評価モデル（にこうかかくひょうかもでる、英: binomial pricing model）である。

## 二項価格評価モデル
格子モデルの簡単な例として、アメリカ型プット・オプションの公正価値を二進木で表現する価格評価モデルを考える。まず、原資産が、配当率（株価に対する比率で示した率） q が既知である株式の場合を考える。現在の株価を S0 、そのボラティリティを σ、行使価格を K 、無リスク金利を r とする。オプションの満期までの期間 T を、長さ δt の N = T /δt 個の期間に分割し、時点 i δt での j 番目の格子点 (i , j) （0 ≤j ≤i ≤N ） におけるオプション価格を fi , j とする。
{\displaystyle {\begin{aligned}&u=e^{\sigma {\sqrt {\delta t}}}\\&d=e^{-\sigma {\sqrt {\delta t}}}\\&p={\frac {e^{(r-q)\delta t}-d}{u-d}}\end{aligned}}}
に対し、
{\displaystyle {\begin{aligned}&f_{N,j}=\max \left\{K-S_{0}u^{j}d^{N-j},0\right\}\qquad (j=0,1,\cdots ,N)\\&f_{i,j}=\max \left\{K-S_{0}u^{j}d^{i-j},e^{(w-r)\delta t}\{pf_{i+1,j+1}+(1-p)f_{i+1,j}\}\right\}\,\end{aligned}}}
により、i = N から 1 ずつ減らし、遡って帰納的に fi, j が求められる。ここで、u , d はそれぞれ、二項格子における株価の上昇率、下降率、p は、株価上昇の危険中立確率である。
株価指数オプション、通貨オプション、先物オプションの場合、上式で q をそれぞれ、株式ポートフォリオの配当率、外国通貨の無リスク金利、自国通貨の無リスク金利（＝r） に置き換えれば良い。